# Amore puro (singolo Alessandra Amoroso)
Amore puro è un singolo della cantante italiana Alessandra Amoroso, pubblicato il 30 agosto 2013 dalla casa discografica Sony Music, anticipando l'omonimo album, uscito il 24 settembre.

## Il brano
Il brano, scritto da Tiziano Ferro e curato per quanto riguarda la direzione artistica dallo stesso, vede affidata la sua produzione esecutiva a Michele Canova Iorfida. Il singolo segna il ritorno sulla scena musicale dell'artista dopo due anni di pausa.
A metà agosto, la cantante, dopo l'indiscrezione del sito di vendita Mondadori (che mostrava in anteprima nel proprio store il preordine dell'album omonimo), ha pubblicato sulla sua pagina ufficiale Facebook alcuni passi scritti del brano. Il brano pubblicato ufficialmente il 30 agosto 2013 e nel medesimo giorno uscito in rotazione radiofonica è stato mostrato in anteprima il 26 agosto 2013 sul sito Cubomusica in versione integrale per gli abbonati al sito e in versione 30 secondi per i non abbonati al servizio. Il brano viene successivamente presentato a Italia's Got Talent.
Il brano descrive il dolore di un amore, quello stesso amore che si unisce al sentimento che lega la cantante sia alla musica che ai suoi fan.
Il brano è stato inserito successivamente nella compilation di RDS, RDS 100% Insieme a te voglia di grandi successi.

## Il video
Il video musicale ufficiale, per la regia di Gaetano Morbioli, è stato presentato in anteprima il 29 agosto 2013 su MTV Hits e su MTV Music, e pubblicato il 30 agosto 2013 dai vari canali televisivi. Lo stesso giorno viene anche caricato nel canale ufficiale VEVO della cantante. Il video è ambientato a Los Angeles e vede la presenza della cantante, all'inizio dello stesso, in una stanza di un albergo, l'Hotel Rosslyn. L'Amoroso appare con vestiti da sera, uno rosso ed uno nero, alternando quello rosso mentre si trova nella camera d'albergo, a quello nero, usato per gli esterni serali. Successivamente cammina di giorno, vestita casual, per le strade della città. La cantante interpreta così il brano, mentre nel video si snodano le storie di altri personaggi. Questi personaggi secondari, si incontrano in svariati modi e posti, principalmente correndo, scambiandosi un telefono cellulare; l'ultimo di questa catena, consegna il telefono alla stessa cantante che in quel momento si trovava su un ponte. Il video si conclude con l'Amoroso che se ne va, rispondendo alla chiamata di quel telefono.
Il videoclip, raggiungendo 30.000.000 di visualizzazioni, risulta essere attualmente (2017/03) il secondo brano maggiormente visualizzato tra quelli pubblicati dalla cantante dopo "comunque andare".

## Tracce
1. Amore puro – 4:33 (Tiziano Ferro)

## Successo commerciale
Il singolo ad una settimana dalla pubblicazione, debutta alla 4ª posizione della Top Singoli, per poi scendere in quella seguente alla 12ª, restando per 12 settimane nella Top 50.
Il singolo viene certificato disco d'oro il 25 ottobre 2013 e il 10 ottobre 2014 disco di platino per le 30 000 copie vendute in digitale.
Amore puro risulta essere l'80° brano più venduto in Italia nel 2013, secondo la classifica di fine anno stilata da FIMI.

## Classifiche
| Classifica (2013) | Posizione massima |
| ----------------- | ----------------- |
| Italia            | 4                 |

### Classifiche di fine anno
| Classifica (2013) | Posizione |
| ----------------- | --------- |
| Italia            | 80        |